# Erax sedulus
Erax sedulus är en tvåvingeart som beskrevs av Richter 1963. Erax sedulus ingår i släktet Erax och familjen rovflugor. Inga underarter finns listade i Catalogue of Life.